# Société archéologique et historique de l'Orléanais
La Société archéologique et historique de l'Orléanais est une société savante française spécialisée dans l'histoire du territoire correspondant à l'ancienne province de l'Orléanais.

## Géographie
Depuis 1882, la société se réunit dans l'ancienne bibliothèque de l'Université d'Orléans, communément appelée « Salle des Thèses », 2 rue Pothier à Orléans (Loiret). Elle y a également son siège social.

## Histoire
Une « Société Archéologique de l'Orléanais » est créée en 1848. Mais, conséquence des événements politiques, elle ne se réunit pour la première fois qu'en 1849, année de la publication de ses statuts.
Elle est reconnue d'utilité publique en 1865.
En 1872, elle change son nom et devient « Société Archéologique et Historique de l'Orléanais » (SAHO).

## But

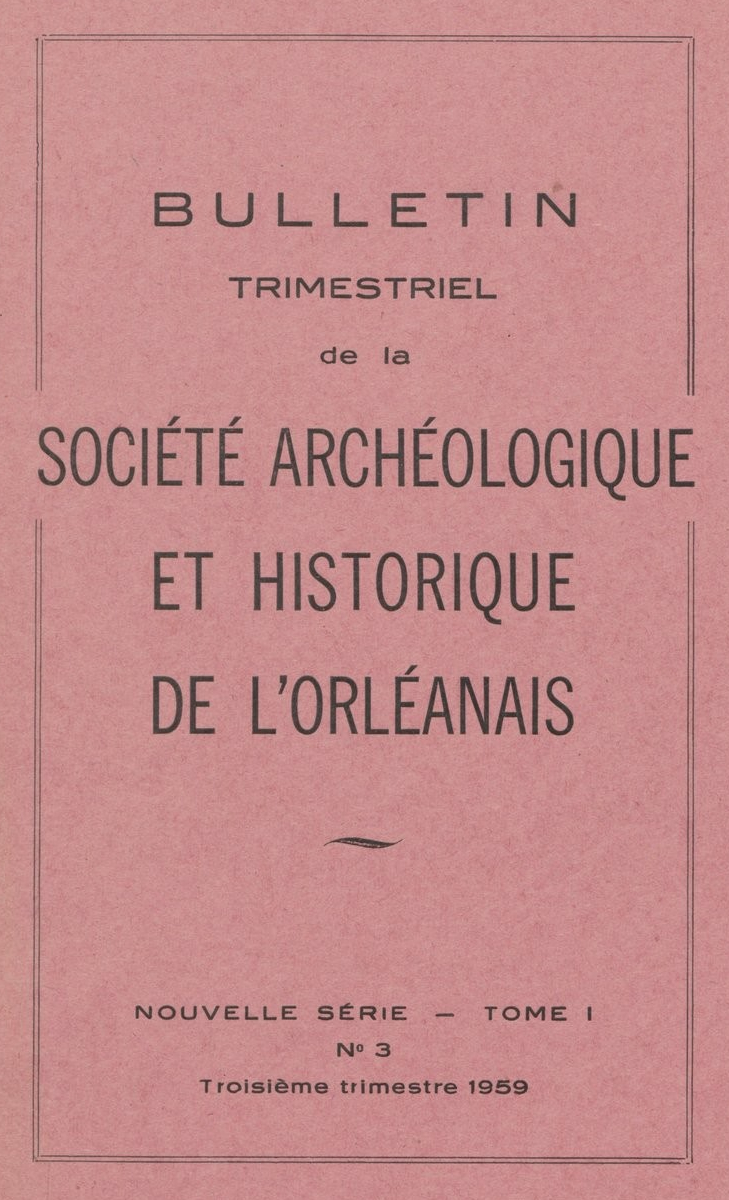
Couverture d'un bulletin de la Société archéologique et historique de l'Orléanais en 1959.

La SAHO se donne pour but « la recherche, l'étude, la description et la conservation des antiquités et documents historiques concernant spécialement les départements du Loiret, de Loir-et-Cher et d'Eure-et-Loir, qui, avant 1790, formaient à peu près la généralité d'Orléans ».
Afin d'éviter de trop s'approcher des « problèmes politiques du temps », les travaux devaient impérativement s'arrêter à 1789. Néanmoins, après la Seconde Guerre mondiale (1945), cette limitation a été de moins en moins observée. Dans les derniers statuts, il n'est plus question que d'écarter « les communications touchant à une époque trop récente ».

## Membres

### Catégories de membres
En 1849, la société se compose de 40 membres titulaires (20 résidents et 20 non résidents), de membres honoraires, et enfin d'associés correspondants, tant français qu'étrangers.
Dès 1865, le nombre des membres titulaires a été porté à 30 pour les résidents, 40 pour les non résidents.
En 1968 entrent en vigueur de nouveaux statuts, dans lesquels il n'est plus question que de membres titulaires (dont le nombre n'est pas limité) et de membres honoraires.

### Membres honoraires de droit
Établie dès 1849, la première liste des membres honoraires de droit comprend : les évêques et les préfets des trois départements de compétence, ainsi que le premier président de la Cour d'appel d'Orléans. De 1875 à 1937 figure une nouvelle personne dans la liste des membres honoraires de droit, le général commandant le 5e corps d’armée, à Orléans. Depuis cette date, la liste s'est enrichie du maire d'Orléans en 1872 et du recteur de l'académie d'Orléans-Tours en 1968.

### Liste des présidents successifs
- Louis Henri Hippolyte Lacave (1792-1858) : en 1849[8] ;
- François-Edmond Desnoyers (1806-1902) : en 1850, 1870-1873, 1877-1879 et 1888[9] ;
- Constant Leber (1780-1859) : en 1851[10] ;
- Louis-Augustin-Léon Nouel de Buzonnière (1797-1876) : en 1852, et 1859-1862[11] ;
- Charles-Louis de Vassal : en 1853-1855[12] ;
- Dupuis : en 1856-1859 ;
- Jean-Philippe Mantellier (1810-1884) : en 1862-1864[13] ;
- Alexandre Collin (1808-1890) : en 1865-1866[14] ;
- Rémi Boucher de Molandon (1805-1893) : en 1867-1869, et 1874-1876[15] ;
- Eugène Bimbenet : en 1880-1882 ;
- comte Gustave Baguenault de Puchesse (1843-1922) : en 1883-1885, 1893-1895, 1902-1904, 1914-1918 et 1922[16] ;
- Louis-Hippolyte Hippolyte Tranchau (1819-…) : en 1886-1888[17] ;
- Maxime de La Rocheterie (1837-1917) : en 1889 ;
- Pierre Anatole Basseville (1834-1923) : en 1890-1892, 1899-1901 et 1911-1913[18] ;
- Gaston Vignat : en 1896-1898[19] ;
- Henri Herluison (1835-1905) : en 1905[20] ;
- Alexandre Pommier : en 1906-1907 ;
- Léon Dumuys (1853-1911) : en 1908-1910[21] ;
- docteur Maurice Garsonnin : en 1919-1921 ;
- Jacques Sylvain Soyer (1870-1950) : en 1922-1924[22] ;
- Jules Banchereau : en 1925-1927 ;
- Alexandre Pommier : en 1928-1930 ;
- chanoine Georges Chenesseau (1880-1947) : en 1931-1933[23] ;
- Jules Baillet (1864-1953) : en 1934-1936 ;
- Pierre Jouvellier (1886-1976) : en 1937-1945 et 1952-1954 ;
- Jean Le Maire (1909-1964) : en 1946-1948, 1955-1957 et 1961 ;
- Claude Sibertin-Blanc : en 1948-1951 ;
- abbé Paul Guillaume (1885-1968) : en 1958-1960 ;
- Louis Monnier : en 1961-1963 ;
- Jacques Henry Bauchy (…-2014) : en 1964-1965 ;
- François Hauchecorne (1924-1981) : en 1966-1969 et 1978-1981[24] ;
- Jacques Debal (1927-) : en 1969-1977, 1982-1986, 1990-1996 et 1999-2002 ;
- Françoise Michaud-Fréjaville : en 1986-1990, 2015-... ;
- Jacques Pelletier : en 1996-1999 ;
- Michel Marion : en 2003-2009 ;
- Hervé Finous : en 2009-2015 ;

## Publications
Dès 1849, la SAHO a publié un bulletin (BSAO puis BSAHO) qui contient : « l'analyse des séances, le résumé de ses travaux, une mention sommaire des ouvrages et des objets qui lui sont offerts, ou dont elle a fait l'acquisition, les rapports, notices ou extraits dont elle a voté l'insertion ».
À des dates irrégulières, la SAHO a également publié des Mémoires, contenant souvent des textes plus développés.
Les publications ont toutes été interrompues après la Seconde Guerre mondiale. Le bulletin diffusant les travaux de 1944 à 1946 n'est paru qu'en 1954, et le dernier (travaux de 1947 et 1948) en 1956.
Pour maintenir « le lien indispensable entre ses membres dispersés », la SAHO a mis en place de 1949 à 1958 un Bulletin de liaison provisoire, ronéotypé, « paraissant 5 fois par an ».
En 1959 commence la parution d'une nouvelle série de bulletins, en général trimestriels. Une tentative de publication de bulletins annuels, à partir de 1970 a été finalement abandonnée en 1979.
Depuis 2009, le bulletin est devenu semestriel.